# Stookolie

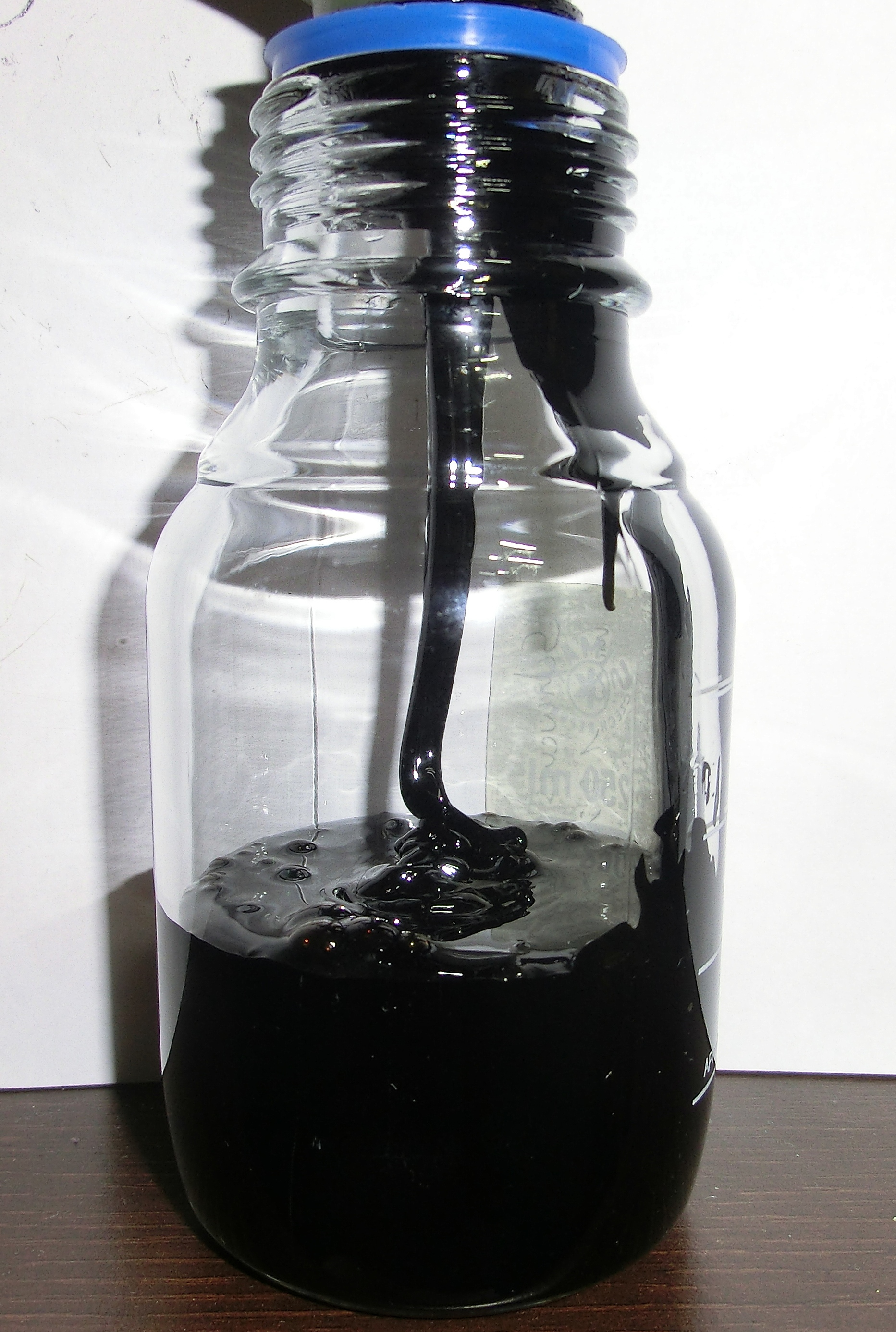
Zware stookolie

Bij de raffinage wordt aardolie in een atmosferische destillatiekolom gescheiden en verwerkt tot verschillende eindproducten:
- lpg,
- nafta,
- benzine,
- kerosine/petroleum,
- stookoliën

## Stookolie
Stookolie wordt als brandstof gebruikt in dieselmotoren en verwarmingsinstallaties. Voor verwarmingsdoeleinden is stookolie in Nederland grotendeels verdrongen door aardgas. In België, waar zij nog vaak met de aan het Russisch ontleende naam mazout (Russisch: "мазут"; mazoet) wordt aangeduid, wordt stookolie meer gebruikt.
Er zijn verschillende soorten stookolie, afhankelijk van de raffinage van de aardolie.

### Dieselolie, gasolie, lichte stookolie
Dieselolie, ook wel gasolie genoemd, is een lichte stookolie en wordt gebruikt als brandstof in dieselmotoren van auto's, vrachtwagens, tractoren, schepen en verwarmingsinstallaties van gebouwen.
Aan de gasolie bestemd voor gebruik buiten het wegverkeer (rode diesel), werd tot 1 januari 2013 in Nederland een rode kleurstof en furfural toegevoegd om te vermijden dat men de dieselolie als motorbrandstof bij auto's zou gebruiken (omwille van hogere accijnzen op motorbrandstof). Sinds 1 januari 2013 zijn alle accijnzen even hoog en wordt de rode diesel niet meer toegepast. De kleurstof was in principe gemakkelijk te verwijderen, maar het furfural bleef geruime tijd in kleine hoeveelheden in de tank aanwezig, waardoor men alsnog kon nagaan of men "rode" gasolie als brandstof in de auto had gebruikt. Er werden geregeld controles uitgevoerd op het gebruik van "rode" gasolie; er stonden zware boetes op overtredingen omdat dit een vorm van belastingontduiking was.

### Halfzware stookolie
Een zwaardere stookolie wordt veel gebruikt voor schepen, voor grote verwarmingsinstallaties en voor industriële warmtetechniek. Deze olie moet voorverwarmd worden.

### Zware stookolie
Zware stookolie is moeilijk te verwerken omdat ze zeer viskeus is. Zij moet verwarmd opgeslagen worden. Zeeschepen gebruiken deze stookolie als brandstof voor de voortstuwing.

## Ontzwavelen
Voor stookolie gelden milieuregels. Zo mag deze olie als ze op het land wordt gebruikt maar een beperkt percentage zwavel bevatten. Deze zwavel verbindt zich met zuurstof tot SO2 dat zwavelzuur vormt (Zure regen). Tussen 1967 en 1988 werd het zwavelgehalte zo reeds verminderd van 0,8% naar 0,2%. sedert 1 januari 2008 bedraagt het maximum 0,1%. Er bestaat ook mazout met een extra laag zwavelgehalte van 0,005% speciaal voor condensatieketels.
Daarom worden na de raffinage de producten ontzwaveld in verschillende ontzwavelingsinstallaties, waarbij het zwavelhoudende gas in een zwavelterugwinningsinstallatie wordt omgezet in zuivere zwavel, die weer wordt gebruikt als grondstof in de rubber-, kunstmest-, chemische en farmaceutische industrie. Een deel van deze zwavel wordt bij raffinaderijen afgefakkeld. 
Door de IMO, de internationale scheepvaartorganisatie, zijn ook beperkingen van het zwavelgehalte in stookolie opgesteld voor zeeschepen (MARPOL 73/78 Annex VI). Op volle zee mocht tot 2012 nog stookolie met maximaal 4,5% zwavel worden gebruikt. Dit werd verlaagd tot 3,5% zwavel. Na 2020 moet dit gehalte dalen naar 0,5% zwavel. In emission control areas moeten schepen sinds 2010 voldoen aan een limiet van 1% zwavel, en na 2015 is het maximum 0,1% zwavel. Voorbeelden van deze emission control areas zijn de Noordzee en de Oostzee. Deze zwavelarme stookolie is echter aanzienlijk duurder.

## Koolstofdioxide-uitstoot
Bij de verbranding van stookolie komt koolstofdioxide vrij, een broeikasgas dat verantwoordelijk is voor de opwarming van de aarde. Volgens de Internationale Maritieme Organisatie (IMO) produceert de wereldwijde scheepvaart per jaar een miljard ton koolstofdioxide, of 2,7 % van alle door mensen veroorzaakte koolstofdioxide-emissies. Ook de emissies van koolwaterstoffen (waaronder cfk's) en vluchtige organische stoffen zoals benzeen dragen bij aan de opwarming van de atmosfeer.
Binnen de IMO heerst overeenstemming over de schadelijke effecten van stookolie-uitstoot in koude regionen. Het IMO heeft inmiddels een verbod afgekondigd voor het gebruik van stookolie in het Zuidpoolgebied. Voor het Noordpoolgebied stuit zo'n verbod tot nu toe op weerstand van belanghebbende landen die zo min mogelijk belemmeringen willen opleggen voor het gebruik van de nieuwe scheepvaartroutes. De Nederlandse regering steunt dankzij een uitspraak van de Tweede Kamer vlak voor de verkiezingen van 2017 het pleidooi om daar schoner te varen.